# Civitella del Tronto
Civitella del Tronto is een burcht-stadje en gemeente in de Italiaanse provincie Teramo (regio Abruzzen). De burcht van Civitella del Tronto is de grootste door de Bourbon familie gebouwde in Europa. De Bourbons (Borboni in het italiaans) waren koningen van Napels, waartoe de regio Abruzzen behoorde tot de eenwording van Italië. Civitella del Tronto lag aan de Noordgrens van het koninkrijk, die gevormd werd door de rivier de Tronto. Door z'n strategische ligging, boven op een hoge uitstekende rots, kon men van de burcht de grens goed in de gaten houden. Ook tegenwoordig heb je vanaf de burcht een fantastisch uitzicht dat aan de ene kant van de heuvels van de regio Molise via de Abruzzese Apennijnen naar de heuvels van de Marken loopt en aan de andere kant de Adriatische Kust toont van Monte Conero bij Ancona tot voorbij Pescara.
De volgende frazioni maken deel uit van de gemeente: Ponzano di Civitella del Tronto, Ripe di Civitella.

## Demografie
Civitella del Tronto telt ongeveer 2084 huishoudens en 5395 inwoners (31-12-2004). De oppervlakte bedraagt 77,7 km², de bevolkingsdichtheid is 68 inwoners per km². Het aantal inwoners daalde in de periode 1991-2001 met 3,3% volgens cijfers uit de tienjaarlijkse volkstellingen van ISTAT.
| Jaar | Inwoneraantal |
| ---- | ------------- |
| 1991 | 5421          |
| 2001 | 5244          |

## Geografie
Civitella del Tronto grenst aan de volgende gemeenten: Ascoli Piceno (AP), Campli, Folignano (AP), Sant'Egidio alla Vibrata, Sant'Omero, Valle Castellana.
Alba Adriatica · Ancarano · Arsita · Atri · Basciano · Bellante · Bisenti · Campli · Canzano · Castel Castagna · Castellalto · Castelli · Castiglione Messer Raimondo · Castilenti · Cellino Attanasio · Cermignano · Civitella del Tronto · Colledara · Colonnella · Controguerra · Corropoli · Cortino · Crognaleto · Fano Adriano · Giulianova · Isola del Gran Sasso d'Italia · Martinsicuro · Montefino · Montorio al Vomano · Morro d'Oro · Mosciano Sant'Angelo · Nereto · Notaresco · Penna Sant'Andrea · Pietracamela · Pineto · Rocca Santa Maria · Roseto degli Abruzzi · Sant'Egidio alla Vibrata · Sant'Omero · Silvi · Teramo · Torano Nuovo · Torricella Sicura · Tortoreto · Tossicia · Valle Castellana
1. ↑  https://demo.istat.it/?l=it.